# Harbin SH-5
Dimensions
Le Harbin SH-5 (en chinois : 水轰五型) est un amphibie quadrimoteur d’observation, produit par le constructeur chinois Harbin Aircraft Manufacturing Corporation (HAMC). Ses missions s’étendent à la lutte anti-sous-marine et anti-navire, à la guerre électronique, aux secours en mer, et à la lutte anti-incendie. 7 exemplaires ont été construits.

## Développement
Le projet est initié en 1968 dans le cadre du remplacement des Beriev Be-6, avec un cahier des charges beaucoup plus étendu. Équipé de quatre turbopropulseurs, l’hydravion devait pouvoir remplir des missions polyvalentes, de la simple observation maritime au transport de fret en passant par la lutte anti-sous-marine et antinavire. La même année la Société de construction aéronautique de Harbin alliée à l’Institut chinois de conception d’hydravion entame l’étude du prototype désigné Shuishang Hongzhaji 5 (SH), « bombardier maritime 5 », sous la direction de Wang Hongzhang. Les plans de la structure complète de l'avion seront terminés début 1970, mais l'assemblage du prototype prendra du temps ; l'aile principale sera achevée en octobre 1972 seulement. Les premiers essais au sol, des tests de résistance, commenceront en 1974, suivis d'essais sur l'eau et d'expériences pré-vols jusqu'en début 1976. Le vol initial est programmé pour le 3 avril 1976 à 10 heures du matin. Impliquant 7 pilotes, ce vol inaugural effectué sans incidents aura duré 23 minutes. 
Le SH-5 a été produit en 7 exemplaires, dont 3 prototypes. Si le premier prototype complet est achevé en 1973, les six autres appareils seront construits entre 1984 et 1985. Un tel délai s'explique par l'instabilité politique de l'époque et la nécessité de construire toutes les infrastructures d'étude et développement.

## Équipement

### Armement
4 points d'emport sous aile accueillent jusqu'à 6 tonnes d'armement, essentiellement des torpilles, le développement du missile supersonique anti-navire C-101 ayant été abandonné. Une soute peut également contenir jusqu'à 6 tonnes de charges, dont des bombes, des sondes.
Une tourelle dorsale darde deux canons de 23 mm. 

### Électronique
Le nez abrite un radar type 698 à antenne passive (PPAR) et à balayage latéral. La queue accueille un détecteur d'anomalie magnétique dont le magnétron fut remplacé par un klystron. Les dernières versions possèdent un tube à ondes progressives (TOP). 

## Variantes
- SH-5 : désignation originelle, concerne les 3 prototypes et les 4 avions de série pour des tâches de bombardement de navires et de sous-marins.
- PS-5 : désigne spécifiquement la configuration de lutte anti-sous-marine.
- SH-5A : désigne les versions configurées en mode renseignement électronique.
- SH-5B : concerne le modèle converti en avion de lutte anti-incendie en 1988.

## Utilisateurs
Marine chinoise - 4 appareils dont un converti en lutte anti-incendie en 1988.

### Développement lié
- AVIC TA-600

### Aéronefs comparables
- ShinMaywa US-2
- Shin Meiwa US-1
- Beriev Be-200